# Calonectris borealis
La pardela atlántica o pardela canaria (Calonectris borealis) es una especie de ave procelariforme de la familia Procellariidae propia del Atlántico y sus proximidades. Anteriormente se consideraba una subespecie de la pardela cenicienta (Calonectris diomedea). El nombre del género Calonectris deriva del Griego clásico kalos, "Buen" y nectris, "nadador", mientras que el nombre específico borealis es del Latín  "norte".
Es un ave marina que pasa la mayor parte del año mar adentro y cría en las islas del norte de la Macaronesia. Se alimenta principalmente de calamares y peces, que pesca mediante zambullidas de hasta 15 metros de profundidad. Es una pardela de gran tamaño, con las partes superiores de tonos pardos, como indica su nombre, mientras que sus partes inferiores son blancas, salvo los bordes de sus largas alas que son pardos.

## Descripción
La pardela atlántica mide entre 48 y 56 cm de largo y tiene una envergadura alar de entre 113–124 cm. Sus partes superiores son de color pardo grisáceo oscuro, y sus partes inferiores son de color blanco, salvo los bordes de las alas que son oscuros. Su pico es amarillento con la punta parduzca.
Es más grande que la pardela cenicienta y tiene el pico más robusto. Carece de la mancha parda en el vientre, y las manchas oscuras a la altura de los hombros y píleo de la pardela capirotada.

## Taxonomía
La pardela atlántica es una de las cuatro especie del género Calonectris, perteneciente a la familia de las pardelas y petreles, Procellariidae, dentro del orden Procellariiformes. Anteriormente se consideraba una subespecie de la pardela cenicienta (Calonectris diomedea). Originalmente la pardela atlántica había sido descrita científicamente por el ornitólogo estadounidense Charles B. Cory en 1881, como una especie con el nombre de Puffinus borealis. Pero posteriormente fue trasladada como subespecie dentro de Calonectris diomedea. Tras la nueva separación a inicios del siglo XXI, no se reconocen subespecies.
El nombre del género, Calonectris, es un término en el que se combina la palabra griega kalos (bueno) con el nombre del género Nectis (en griego: «nadador», y sinónimo de Puffinus), mientras su nombre específico «borealis» es la palabra latina que significa «norteño». Por su parte, la palabra española «pardela» procede de la palabra portuguesa «pardela» que designa al mismo ave.

## Distribución
Esta especie cría en los archipiélagos de la Macaronesia : Madeira, Islas Salvajes, Azores (de Portugal) y las Canarias (de España); además de las Berlengas junto a la costa portuguesa. A finales del verano y el otoño la mayoría de la población migra adentrándose en el Atlántico, llegando por el norte a las costas occidentales de Irlanda y Gran Bretaña; y por el sur llega a la altura de Uruguay y Sudáfrica, penetrando en el Índico sudoccidental.

## Comportamiento

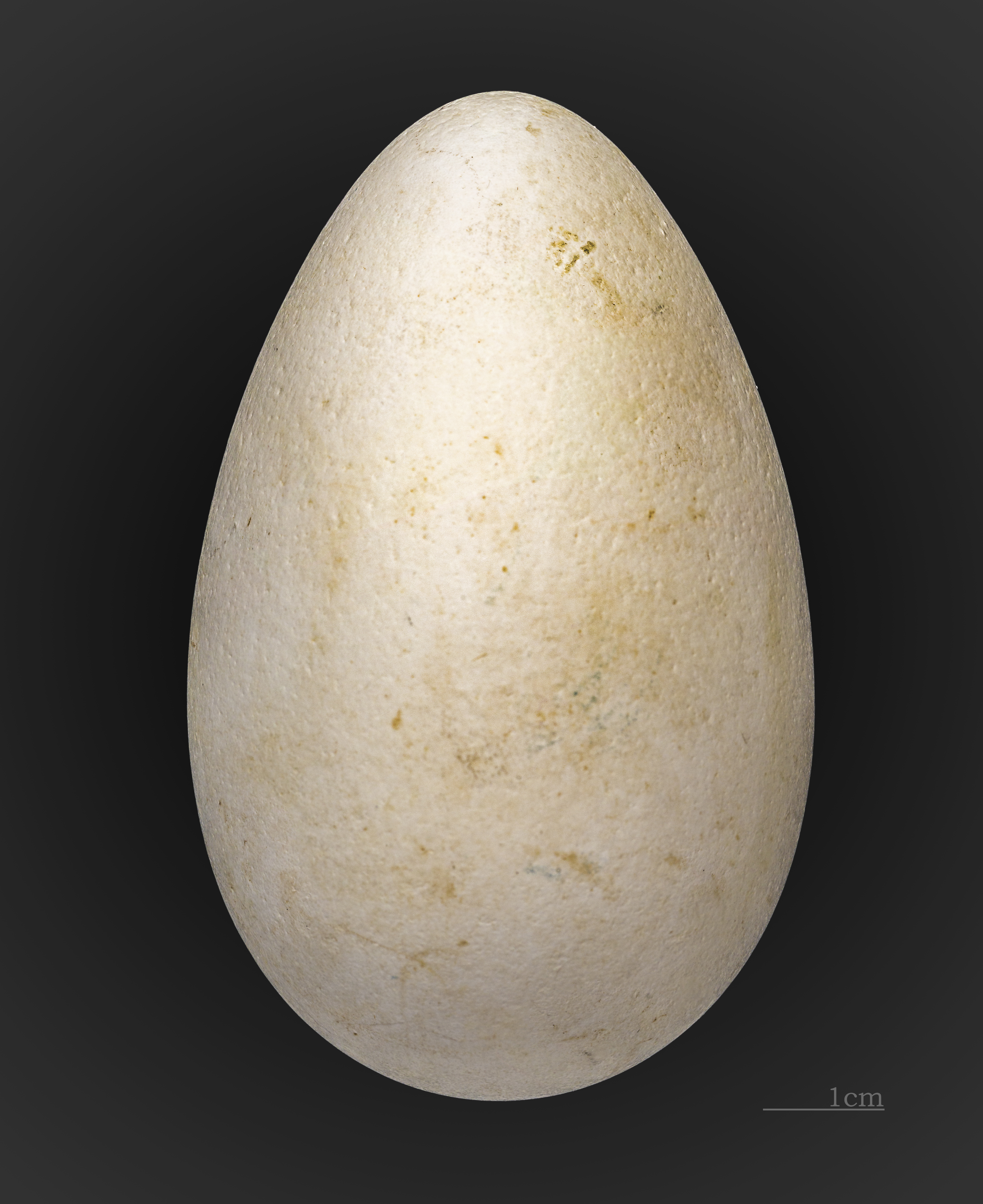
Calonectris borealis

Se alimenta de calamares y peces, y puede zambullirse hasta los 15 metros para alcanzar sus presas. Suele seguir a los barcos pesqueros para comerse los desperdicios. Es una especie gregaria que puede verse en grandes bandadas. 
Suelen anidar en el suelo o entre las rocas, y con menos frecuencia en madrigueras. La puesta suele constar de un solo huevo blanco. Los padres acuden a alimentar al polluelo de noche para minimizar los ataques de las gaviotas.